# Школа № 66 (Сочи)
Сре́дняя общеобразова́тельная шко́ла № 66 — образовательное учреждение среднего общего образования в селе Высокое Адлерского района города Сочи, Краснодарский край, Россия.

## История
Открыта в 1927 году. В 1985 году было сдано в эксплуатацию новое школьное здание. В 2007 году при школе открылся первый в Сочи более чем за 20 лет новый детский сад, а в 2008 году после капитального ремонта школа обрела свой современный облик.
В 2008 году школа № 66 стала одной из победительниц конкурса на лучшее инновационное образовательное учреждение в рамках Приоритетного национального проекта «Образование», признана лучшей сельской школой Краснодарского края.
В марте 2010 года в школе побывал президент России Дмитрий Медведев; в 2007 году в школе побывал также спикер Государственной думы Борис Грызлов.

## Общая информация
Школа № 66 реализует полную образовательную программу на основе 1-11 классов. В программу, помимо общеобразовательных предметов, входят факультативы по армянскому языку и литературе и истории армянского народа.
В 2010 году число учащихся приближалось к 800,ученики приезжают из шести разных сёл. В школе 48 учебных кабинетов, 2 спортивных зала, ресурсный центр, актовый зал, кабинет релаксации, столовая на 300 человек, собственный дендропарк, содержащий почти 100 видов растений, за которыми ухаживают сами школьники.
Директор школы — Мартынова Марина Васильевна; всего в школе свыше 40 преподавателей.